# یوهان الرت بوده
یوهان الرت بوده (به آلمانی: Johann Elert Bode)‏ (۱۹ ژانویهٔ ۱۷۴۷ – ۲۳ نوامبر ۱۸۲۶) اخترشناس اهل آلمان بود.